# Брянцевская волость
Бря́нцевская во́лость — упразднённая административно-территориальная единица, существовавшая в составе Дмитровского уезда Орловской губернии.
Административным центром было село Брянцево.

## География
Располагалась в центральной части уезда, к юго-востоку от уездного города Дмитровска. Относилась ко 2-му мировому участку уезда. Основным водотоком волости была река Несса. Граничила с Долбенкинской и Малобобровской волостями.

## История
Образована в ходе крестьянской реформы 1861 года. В 1864 году в волости было 4 сельских общества, проживало 1372 человека (1370 крестьян и 2 дворовых). В 1866 году в волости проживало 1362 временнообязанных крестьянина. Упразднена до 1877 года путём присоединения к Малобобровской волости.